# Miliduch
Miliduch († 806) war ein sorbischer Herrscher.
Über Herrschaftsgebiet und verfassungspolitische Stellung Miliduchs ist sich die Forschung uneins. Laut den Annales regni Francorum war er dux, also Fürst. Dem Chronicon Moissiacense zufolge war er König (rex).
Auch der Name wird in den Quellen unterschiedlich angegeben: Die Annales regni Francorum nennen ihn Miliduoch, im Chronicon Moissiacense finden sich die Lesarten Melito und Nusito. Daher finden sich in älterer wie jüngerer Forschungsliteratur unterschiedliche Schreibweisen. Im Sorbischen wird er gemeinhin Miliduch benannt.
Überliefert ist nur, dass er im Frühjahr oder Sommer des Jahres 806 in einer Schlacht an der Elbe von den fränkischen Truppen, die unter dem Befehl Karls des Jüngeren, einem Sohn Karls des Großen standen, besiegt und getötet wurde.

„Et inde post non multos dies Aquasgrani veniens Karlum filium suum in terram Sclavorum, qui dicuntur Sorabi, qui sedent super Albim fluvium, cum exercitu misit; in qua expeditione Miliduoch Sclavorum dux interfectus est, duoque castella ab exercitu aedificata, unum super ripam fluminis Salae, alterum iuxta fluvium Albim.“